# Cal Fontanals (Avinyonet del Penedès)
Cal Fontanals és un mas a mig camí dels nuclis de Sant Sebastià dels Gorgs i Avinyó Nou al terme municipal d'Avinyonet del Penedès (l'Alt Penedès) protegit com a bé cultural d'interès local.
És una masia composta de planta baixa i pis, amb coberta a dues vessants. Façana de composició simètrica amb portal central d'arc de mig punt i adovellat, i balcons d'un sol portal al pis principal. A l'interior es conserven arcs de diafragma i un portal més antic que el de la façana. Edificis agrícoles annexos.
Al portal d'entrada hi ha la data del 1786, i en un de l'interior la del 1597. Segurament, els orígens de la masia són del segle xvi, però deu haver sofert moltes reformes posteriorment.